# Isabel de la Trinidad
Santa Isabel de la Trinidad, de nombre secular Élisabeth Catez y conocida también como Isabel de Dijón (Avord, 18 de julio de 1880 – Dijón, 9 de noviembre de 1906), fue una religiosa y mística francesa de la Orden de los Carmelitas Descalzos.

## Biografía
Catez nació en la base militar de Avord, en la comuna francesa de Farges-en-Septaine (departamento de Cher), primogénita del capitán Joseph Catez y de Marie Rolland. El padre de Élisabeth murió de repente cuando ella apenas tenía siete años.
La pequeña "Sabeth", como la llamaban cariñosamente, tenía un temperamento muy vivaz. El día de su primera comunión (1891) visitó por primera vez el carmelo de Dijon, situado a doscientos metros de su casa. La priora de la comunidad le explicó que su nombre en hebreo significa casa de Dios. Años después, comentó que aquello le impactó, y marcó su camino espiritual. Desde entonces, Isabel se volvió más pausada y tranquila, y empezó a tener una comprensión más profunda de Dios (sobre todo de la Santísima Trinidad) y del mundo. Cuando entró en el coro parroquial comenzó a participar en obras de caridad, tales como asistir a los enfermos y enseñar catecismo a los niños que trabajaban en las fábricas.
Con prontitud y pese a la fuerte oposición de su madre, Isabel rechazó numerosas propuestas de matrimonio, y decidió ingresar en el convento de las Carmelitas Descalzas en Dijón, el 2 de agosto de 1901, adoptando el nombre de Isabel de la Trinidad. Ella decía: "Encuentro al Señor en todas partes, tanto lavando la loza como cuando estoy rezando".
El rasgo dominante de su carácter fue la sensibilidad, y su libro favorito «el alma de Cristo», un libro anónimo del siglo XIV, que sería empleado también por san Ignacio de Loyola.
Isabel eligió com lema: «Dios en mí, yo en Él». También adoptó el nombre de Isabel de la Trinidad, subrayando así su pertenencia y su conexión con Dios Padre, Hijo y Espíritu Santo. En sus cartas, los llamaba «los Tres». Al final de su vida, se refería a sí misma como Laudem Gloriæ «alabanza de su gloria», que encontró en las cartas de san Pablo y con la que se identificó plenamente, hasta el punto de que al final de su vida firmaba sus cartas simplemente como: «Alabanza de la Trinidad», omitiendo su nombre.
Catez solía decir: 

«Creo que en el cielo, mi misión será atraer a las almas ayudándolas a salir fuera de sí mismas, a fin de que se aferren a Dios con tal solo un movimiento simple y cariñoso; y mantenerlas en ese silencio fructífero que permite a Dios comunicarse con ellas y transformarlas en Él mismo».

En una carta dirigida a la priora del convento de Dijón, le decía a la madre Germana: "Déjate amar. Él te ama así, tal como eres. No temas, confía, pues nada se antepone al amor de Dios para contigo, ni tus propios pecados".
Isabel de la Trinidad murió a los veintiséis años, en el monasterio de Dijón, a causa de la enfermedad de Addison, que a inicios del siglo XX no era curable todavía. A pesar de que su muerte fue dolorosa, Isabel aceptó de buena gana ese sufrimiento que, para ella, era un regalo de Dios. Sus últimas palabras fueron: "¡Voy al encuentro de la luz, del amor, de la vida!".
Su oración más conocida es: "Dios Mío, Trinidad que adoro", oración que externa su amor a la Trinidad.

## Culto

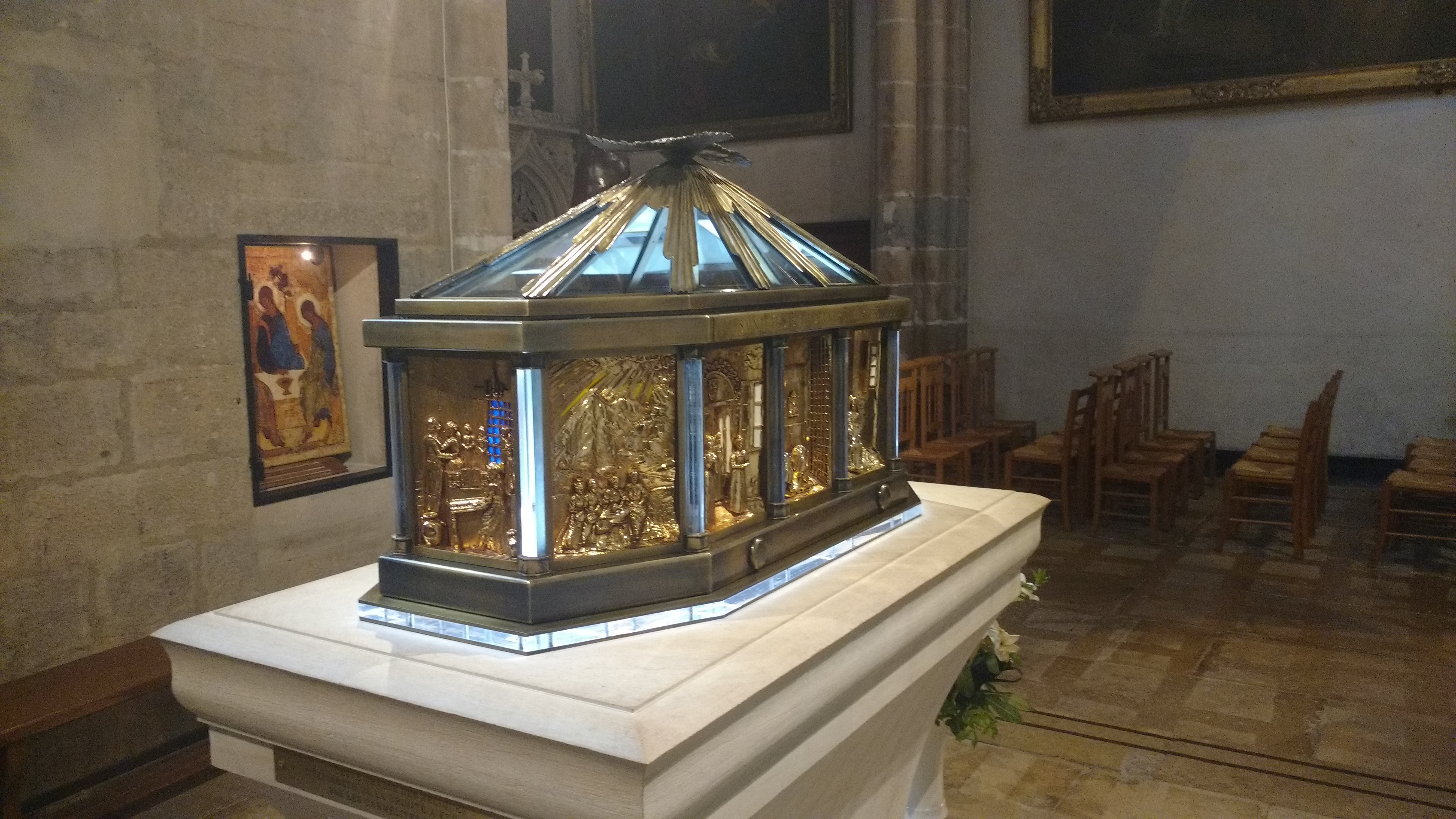
Reliquario de Isabel de la Trinidad en la iglesia saint Michel de Dijón

El papa Juan Pablo II la beatificó en París el 25 de noviembre de 1984, y su memoria litúrgica se celebra el 8 de noviembre.
El 4 de marzo de 2016, el papa Francisco promulgó un decreto reconociendo oficialmente un milagro atribuido a su intercesión; fue canonizada el 16 de octubre de 2016.
Isabel de la Trinidad es patrona de los enfermos y de los huérfanos.